# Irmino

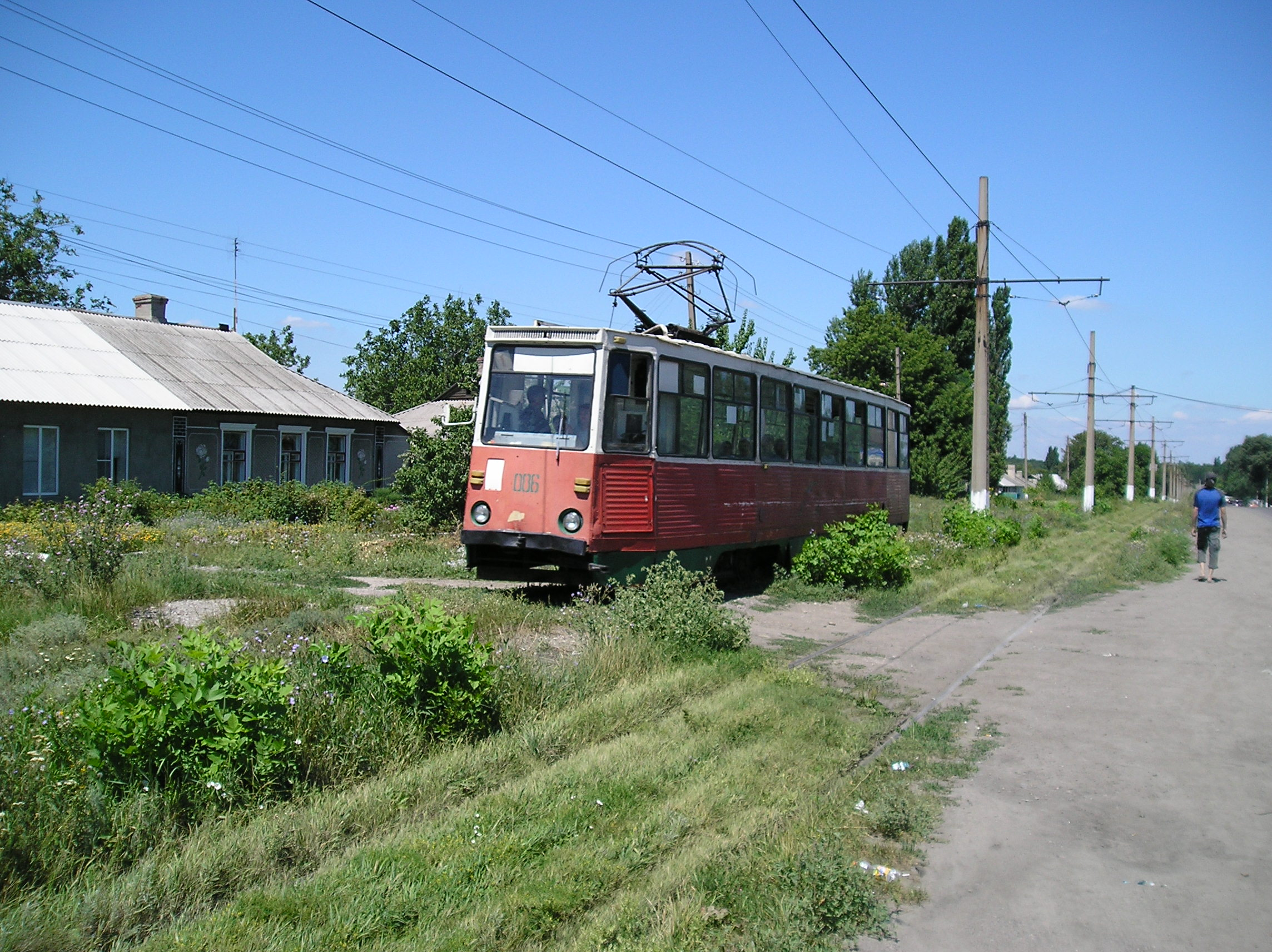
Einziger Straßenbahnwagen auf der Strecke Stachanow-Irmino

Irmino (ukrainisch Ірміно) ist eine Stadt im Osten der Ukraine mit etwa 10000 Einwohnern.
Der Ort ist im Westen der Oblast Luhansk, etwa 6 Kilometer nordwestlich von Stachanow und 51 Kilometer westlich der Oblasthauptstadt Luhansk am Fluss Luhan gelegen.
Die Stadt bildet eine eigene Stadtgemeinde die wiederum der Stadtgemeinde von Kadijiwka unterstellt ist.

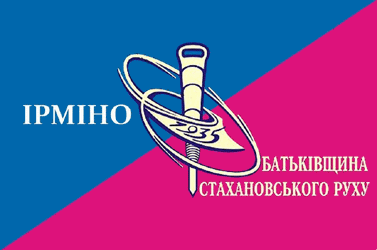
Flagge des Ortes

Irmino wurde 1808 als Petrowka gegründet und 1900 zu Ehren der Tochter des lokalen Bergwerksbesitzers namens Irma in Irmino umbenannt. 1936 erhielt der Ort den Stadtstatus und wurde 1962 zu Stachanow eingemeindet. 1977 wurde er wieder als eigenständige Stadt ausgegründet und gleichzeitig in Teplohirsk/Teplogorsk (Теплогірськ) umbenannt, diese Benennung wurde am 8. Juli 2010 wieder rückgängig gemacht.
Der Held der sozialistischen Arbeit, Alexei Stachanow, arbeitete ab 1927 in der örtlichen Kohlegrube. Die Straßenbahn Stachanow hatte bis zu ihrer Einstellung im Jahre 2008 eine Verbindung mit Irmino.
Seit Sommer 2014 ist die Stadt im Verlauf des Ukrainekrieges durch Separatisten der Volksrepublik Lugansk besetzt.

## Name
- 1808 – Petrowka (Петровка),
- 1900 – 1962 – Irmano (Irmino),
- 1977 – 2010 – Teplohirsk (Теплогірсь)

## Demographie
- 1923 – 02.794
- 1926 – 05.276
- 1939 – 15.327
- 1959 – 21.512
- 1979 – 19.090
- 1989 – 18.549
- 2001 – 13.053
- 2011 – 10.000
- 2012 – 10.200
- 2013 – 10.044
- 2014 – 09.886
- 2015 – 09.764
- 2016 – 09.687
- 2021 – 09.343

## Verwaltungsgliederung
Am 12. Juni 2020 wurde die Stadt ein Teil der neugegründeten Stadtgemeinde Kadijiwka, bis dahin bildete die Stadt die gleichnamige Stadtratsgemeinde Irmino (Ірмінська міська рада/Irminska miska rada) direkt unter Oblastverwaltung stehend.
Am 17. Juli 2020 wurde der Ort ein Teil des Rajons Altschewsk.

## Verkehr
Irmino war 116 km von Louhansk auf der Schiene und 75 km auf der Straße entfernt.